# تاريخ العراق في الدولة الأموية

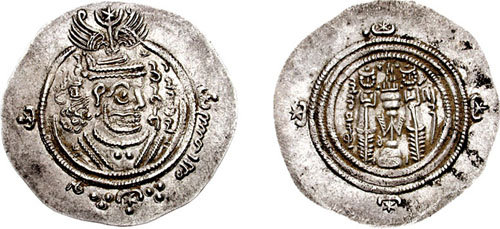
درهم عربي ساساني نقش فيه اسم الحجاج باللغة الفَهلَوِيّة

الدولة الأموية أو الخِلافَةُ الأُمَوِيَّةُ (41 - 132 هـ / 662 - 750 م) هي ثاني خلافة في تاريخ الإسلام، وأكبر دولة في تاريخ الإسلام. كان بنو أمية أولى الأسر المسلمة الحاكمة، إذ حكموا من سنة 41 هـ (662 م) إلى 132 هـ (750 م)، وكانت عاصمة الدولة في مدينة دمشق بجمهورية سورية الحالية.
كان من أبرز التغيرات على الصَّعيد السياسيّ في عهد معاوية بن أبي سفيان، أنه نقلَ عاصمة الدولة من الكوفة إلى دمشق (بعد أن كان علي قد نقلها من المدينة إلى الكوفة)، وقد أثار هذا سخطَ بعض أهل العراق والحجاز. كما شهدت الدولة في عهده فترة من الاستقرار والرخاء، ومُتابعة الفتوحات بعد توقف طويل
ومن أهم ماجرى بالعراق إبان الدولة الأموية هي: واقعة الطف بكربلاء، ووقعت على ثلاثة أيام وختمت في 10 محرم سنة 61 للهجرة والذي يوافق 12 أكتوبر 680م، وكانت بين الحسين بن علي بن أبي طالب ومعه أهل بيته وأصحابه، والجيش الأمويّ يزيد بن معاوية. ونتج عنها مقتل الحسين وأكثر من كان معه.
وبايع أهل العراق ابن الزبير كخليفة مع أهل الحجاز، ثم بعد ذلك أعلن المختار الثقفي الثورة على الأمويين عام 66 هـ، وقتل جمعاً من قتلة الإمام الحسين ممن كان بالكوفة وغيرها أمثال عمر بن سعد وشمر بن ذي الجوشن وغيرهم، وسيطر على الحكم بالكوفة ورفع شعار «يا لثارات الحسين» وكان يخطط لبناء دولة علوية في العراق، وقد قُتل في الكوفة عام 67 للهجرة على يد جيش مصعب بن الزبير بعهد الخليفة عبد الملك بن مروان، واستعاد عبد الملك بن مروان ولاية العراق بعد نجاحه ب«معركة دير الجاثليق» سنة 71 هـ، وأرسل عبد الملك بن مروان الحجاج بن يوسف الثقفي ليكون الوالي على العراق والمشرق بعد نجاحه في معركة ضد ابن الزبير، وتميزت ولاية الحجاج بالشدة والقتل ضد معارضين الدولة وخصوصاً من أهل الكوفة.
وكان حكم الأمويين في العراق عرضة لثورات منها ثورة زيد بن علي بن الحسين على الخليفة هشام بن عبد الملك سنة 121 هـ،، وانتهى حكم الأمويين بالعراق بعد خسارة الخليفة الأموي مروان بن محمد لصالح جيوش العباسيين بقيادة عبد الله بن علي بن عبد الله بمعركة الزاب الكبير في شهر جمادى الآخرة سنة 132 هـ (750 م).